# Abnelis Yambo
Abnelis Yambo Miranda (ur. 10 października 2000) – portorykańska zapaśniczka walcząca w stylu wolnym. Brązowa medalistka igrzysk panamerykańskich w 2019, a także mistrzostw panamerykańskich w 2019. Czwarta na igrzyskach Ameryki Środkowej i Karaibów w 2018. Trzecia na mistrzostwach panamerykańskich kadetów w 2016 i 2017 roku.